# Вотома (містечко, Вісконсин)
Вотома (англ. Wautoma) — місто (англ. town) в США, в окрузі Вошара штату Вісконсин. Населення — 1270 осіб (2020).

## Демографія
Згідно з переписом 2010 року, у місті мешкало 1278 осіб у 546 домогосподарствах у складі 383 родин. Було 652 помешкання
Расовий склад населення:
| - 97,7 % — білих - 0,5 % — азіатів - 0,4 % — корінних американців - 0,1 % — вихідців з тихоокеанських островів |

До двох чи більше рас належало 0,5 %. Частка іспаномовних становила 4,0 % від усіх жителів.
За віковим діапазоном населення розподілялося таким чином: 20,5 % — особи молодші 18 років, 59,1 % — особи у віці 18—64 років, 20,4 % — особи у віці 65 років та старші. Медіана віку мешканця становила 49,0 року. На 100 осіб жіночої статі у місті припадало 100,0 чоловіків;  на 100 жінок у віці від 18 років та старших — 99,6 чоловіків також старших 18 років.
Середній дохід на одне домашнє господарство  становив 59 900 доларів США (медіана — 51 944), а середній дохід на одну сім'ю — 69 484 долари (медіана — 62 232). Медіана доходів становила 42 065 доларів для чоловіків та 35 368 доларів для жінок. За межею бідності перебувало 10,3 % осіб, у тому числі 10,9 % дітей у віці до 18 років та 5,2 % осіб у віці 65 років та старших.
Цивільне працевлаштоване населення становило 595 осіб. Основні галузі зайнятості: освіта, охорона здоров'я та соціальна допомога — 20,2 %, роздрібна торгівля — 12,9 %, виробництво — 11,1 %.